# Metaballus
Metaballus is een geslacht van rechtvleugeligen uit de familie sabelsprinkhanen (Tettigoniidae). De wetenschappelijke naam van dit geslacht is voor het eerst geldig gepubliceerd in 1874 door Herman.

## Soorten
Het geslacht Metaballus omvat de volgende soorten:
- Metaballus alatus Rentz, 1985
- Metaballus anchigyus Rentz, 1985
- Metaballus brevipennis Rentz, 1985
- Metaballus bynoei Rentz, 1985
- Metaballus decticoides Walker, 1869
- Metaballus frontalis Walker, 1869
- Metaballus litus Rentz, 1985
- Metaballus mesopterus Rentz, 1985
- Metaballus mucronatus Rentz, 1985
- Metaballus sagaeformis Herman, 1874